# Aliança de Forces Patriòtiques
L'Aliança de Forces Patriòtiques (portuguès: 'Aliança de Forças Patrióticas, AFP) era una aliança política de Guinea Bissau. Va consistir en la Unió pel Canvi (UM), Fòrum Cívic Guineà-Socialdemocràcia (FCG-SD), el Front Democràtic Social (FDS) i el Partit Solidaritat i Treball (PST).

## Història
L'Aliança es va formar al setembre de 2008 per tal de participar en les  eleccions parlamentàries de novembre de 2008. Tanmateix només va rebre l'1,3% dels vots i no va poder obtenir escó.
Va recolzar Manuel Serifo Nhamadjo al eleccions presidencials de març de 2012. Nhamadjo va acabar en tercer lloc amb un 16% dels vots. Arran del cop d'estat d'abril de 2012 el FCG-SD i el FDS es van unir a la procolpista Fòrum Democràtic de l'Oposició, mentre que el PST es va unir al Front Nacional Anticolpista.